# Kalibr
Kalibr (del ruso, Калибр: Calibre), es una familia de misiles de crucero de alta precisión y alcance diseñados en Rusia, muy versátiles, porque se pueden instalar en buques, submarinos, defensa naval y costera, misiles de ataque terrestre de diferentes países. Oficialmente designados con los nombres de 3M-54 Kalibr, 3M51, Alfa, P-900, 3M14 Biryuzá, (designación OTAN SS-N-27 Sizzler -del inglés incinerador- y SS-N-30A), entre otros . 
La versión modificada para exportación se llama 'Club'.

## Historial operativo
Originalmente se desarrollaron por el buró de diseño Novátor para la Armada soviética en 1983, con el misil antibuque Alfa. Presentado al público por primera vez en el Salón Internacional de la Aviación y el Espacio de 1993. 
Más tarde el misil Alfa fue la base para el 3M-54 Calibre (OCD Caliber) complementados por otros misiles como el RK-55.

### Invasión rusa de Ucrania
Las fuerzas rusas han utilizado ampliamente los misiles de crucero Kalibr desde el comienzo de la invasión rusa de Ucrania el 24 de febrero de 2022. Se dice que el asalto inicial incluyó al menos 30 misiles de crucero, apuntando a puntos de control y comando, bases aéreas y baterías de defensa tierra-aire. Los misiles probablemente fueron disparados por corbetas de la clase Buyan, fragatas de la clase Almirante Grigorovich y submarinos de la clase Kilo de la Flota del Mar Negro. El comando militar de Ucrania informó sobre el uso generalizado de misiles de crucero Kalibr en ataques contra objetivos estratégicos y que no son de combate en toda Ucrania. Según el analista militar Brent Eastwood, Kalibr es un equivalente al misil estadounidense Tomahawk y puede superar fácilmente las defensas aéreas ucranianas. Los incidentes más notables fueron:
- El 14 de julio de 2022, tres misiles de crucero Kalibr impactaron en el centro de la ciudad de Vínnitsa, Ucrania, matando al menos a 20 personas, incluidos al menos tres niños. Ucrania afirmó que otros dos misiles fueron derribados.[4]
- El 23 de julio de 2022, al menos dos misiles de crucero Kalibr impactaron en el puerto de Odesa y, según los informes, otros dos fueron derribados.[5]
- El 11 de septiembre de 2022, se dispararon nuevamente misiles de crucero Kalibr desde el Mar Negro contra objetivos en Ucrania.[6] El mismo día, funcionarios ucranianos confirmaron el ataque con misiles contra la planta de energía térmica Járkov TEC-5 en Járkov.[7]
- Durante los ataques rusos de 2022 contra la infraestructura ucraniana en octubre, noviembre y diciembre de 2022, varios misiles de crucero Kalibr disparados desde el Mar Negro apuntaron a varias instalaciones energéticas ucranianas en todo el país. Esto llevó a la destrucción de al menos el 50% del sector energético de Ucrania a mediados de noviembre de 2022.[8]
  - El 10 de octubre de 2022, tres misiles de crucero Kalibr violaron el espacio aéreo de la República de Moldavia.[9]
  - El 31 de octubre de 2022, restos de un misil Kalibr supuestamente derribado por la defensa aérea ucraniana se estrelló en Moldavia.[10]
- El 20 de marzo de 2023, Ucrania afirmó que los misiles de crucero rusos Kalibr habían estado involucrados en una explosión en el norte de la Crimea anexada. Ucrania anunció las explosiones pero, como es normal, no dijo explícitamente que estaba detrás del ataque.[11]

## Características
Los misiles subsónicos 3M-54 vuelan a muy pocos metros sobre el nivel del mar y poseen la capacidad de cambiar de rumbo o dirección para entorpecer su interceptación y alcanzan una velocidad de 3 Mach. Están guiados por el sistema de navegación vía satélite ruso GLONASS, que le permiten realizar ataques de alta precisión. Tienen un alcance de hasta 2600 kilómetros.

## Operadores

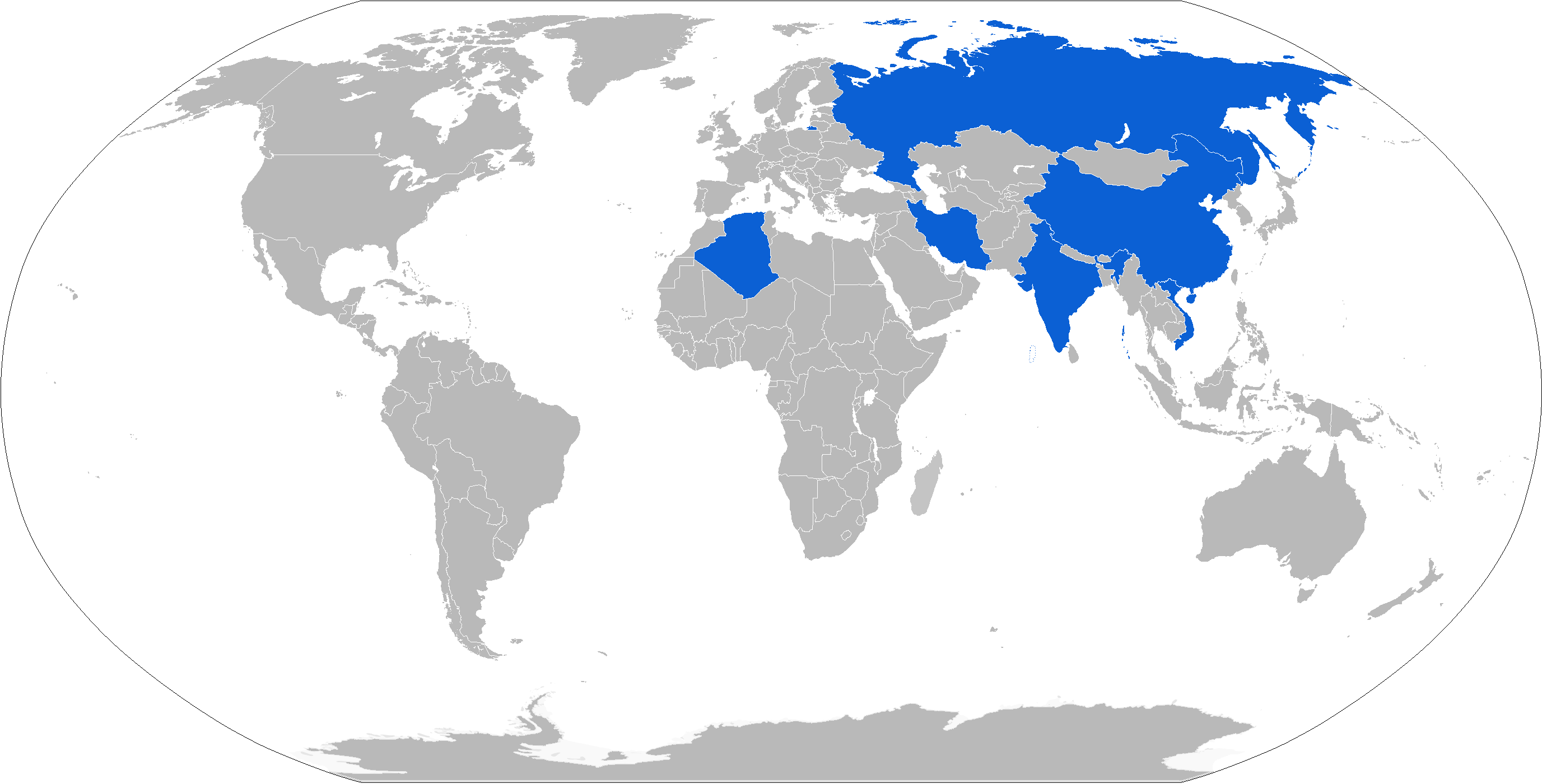
Mapa con operadores de Kalibr.

- Rusia: La Armada rusa utiliza los 3M14, 3M54, 3M54_1, 91R1, 91RT2. Las variantes lanzadas por submarinos (en servicio desde 2016) son utilizadas por la clase Kilo, Lada, Akula, Oscar II y el submarino de la clase Yasen. Las variantes lanzadas desde la superficie por barcos, son utilizadas por la clase Gremyashchy, clase Karakurt, corbetas clase Buyán-M, fragata clase Gepard, clase Gorshkov y las fragatas clase Grigoróvich.
- Argelia: la Armada Nacional de Argelia usa la variante 'Club-S' para sus submarinos de la clase Kilo.
- India: la Armada India utiliza las variantes 'Club-S' y 'Club-N' para los submarinos de la clase Kilo (conocida como la Clase Sindhughosh), las fragatas de la clase Talwar, respectivamente.
- Vietnam: la Armada Popular de Vietnam usa la variante 'Club-S' para sus seis submarinos de la clase Kilo.
- China: la Armada del Ejército Popular de Liberación utiliza la variante 'Club-S' para sus submarinos de la clase Kilo.
- Irán: la armada iraní, con fuentes contradictorias, es posible que disponga misiles de exportación 'Club-S' para sus submarinos de la clase Kilo.